# Mukdenpaladset
Mukdenpaladset også kaldet Shanyangkejserpaladset (沈阳故宫, pinyin: Shěnyáng Gùgōng) er 114 bygninger der var kejserpalads i starten af Qing-dynastiet (1616 – 1910) da Shanyang var hovedstad i Kina.
De første tre Qingkejsere boede her fra 1625 til 1644. Det ligger i centeret af Mukden, Manchuriet (Shenyang, Kina).
Nu om dage er det et museum og blev inkluderet på UNESCOs Verdensarvsliste i 2004 som et underpunkt til Den Forbudte By i Beijing.